# Univerza v Osijeku
Univerza Josipa Juraja Strossmayerja v Osijeku (izvirno hrvaško Sveučilište Josipa Jurja Strossmayera u Osijeku) je univerza v Osijeku na Hrvaškem. Ustanovljena je bila leta 1975.
Trenutna rektorica je Gordana Kralik.

## Rektorji
Glejte glavni članek Seznam rektorjev Univerze v Osijeku.

## Oddelki
- Agronomska fakulteta
- Ekonomska fakulteta
- Elektrotehniška fakulteta
- Filozofska fakulteta
- Gradbena fakulteta
- Katoliška teološka fakulteta
- Medicinska fakulteta
- Pedagoška fakulteta
- Pravna fakulteta
- Prehrambeno-tehnološka fakulteta
- Strojna fakulteta
- Umetnostna fakulteta (akademija)
- Oddelek za matematiko
- Oddelek za fiziko
- Oddelek za biologijo
- Oddelek za kemijo